# Černorosol uťatý
Černorosol uťatý (Exidia truncata nebo Exidia glandulosa) je nepříliš hojná, nejedlá houba z čeledi Exidiaceae (černorosolovité).

## Popis
Plodnice
jsou polokulovité, 20-60 mm široké a 10-40 mm vysoké, ve stáří až převislé, na svrchní straně poseté malými štětinovitými bradavkami. Mají mírně lesklou hnědočernou až černou barvu. Mohou růst v početných skupinách, na rozdíl od jiných černorosolů téměř nikdy navzájem nesrůstají.
Dužnina
je rosolovitá, v mládí tuhá, později měkká, průsvitné hnědočerné barvy. Podobně jako u dalších příbuzných druhů, v málo vlhkém prostředí sesychá, opětovným navlhčením se navrací její plný tvar.
Výtrusný prach
je bílý.

## Výskyt
Nepříliš hojně roste v období podzimu, mírné zimě a začátkem jara na odumřelých kmenech a větvích listnatých stromů, zejména dubu, lísky nebo lípy.

## Záměna
Záměna je možná s dalšími druhy tohoto rodu. Příkladem může být černorosol terčovitý (Exidia recisa), který má menší plodnice, nahoře hladké, bez bradavek a můžeme jej najít na větvích stojících vrb. Podobně vypadají starší plodnice klihatky černé (Bulgaria inquinans)